# Emva
Emva (in russo :Емва?) è una città situata nella Repubblica dei Komi, nella Russia nord-occidentale, sul fiume Vym. È il centro amministrativo del distretto Knjažpogostskij.
La città è stata fondata nei pressi di una stazione ferroviaria, la stazione Knjažpogost in russo Княжпогост?, che è stata inaugurata nel 1942. Nel 1941 ottenne lo status di insediamento di tipo urbano e fu rinominata con il nome di Železnodorožnyj in russo Железнодорожный?. Nel 1985 la città ottenne lo status di città e il nome di Emva, che è anche il nome locale del Vym.